# Étienne Drioton
Étienne Marie Felix Drioton (* 21. November 1889 in Nancy; † 17. Januar 1961 in Montgeron) war ein französischer katholischer Geistlicher und Ägyptologe. Er war Kurator für ägyptische Altertümer am Louvre und Generaldirektor der ägyptischen Antikenverwaltung in Kairo.

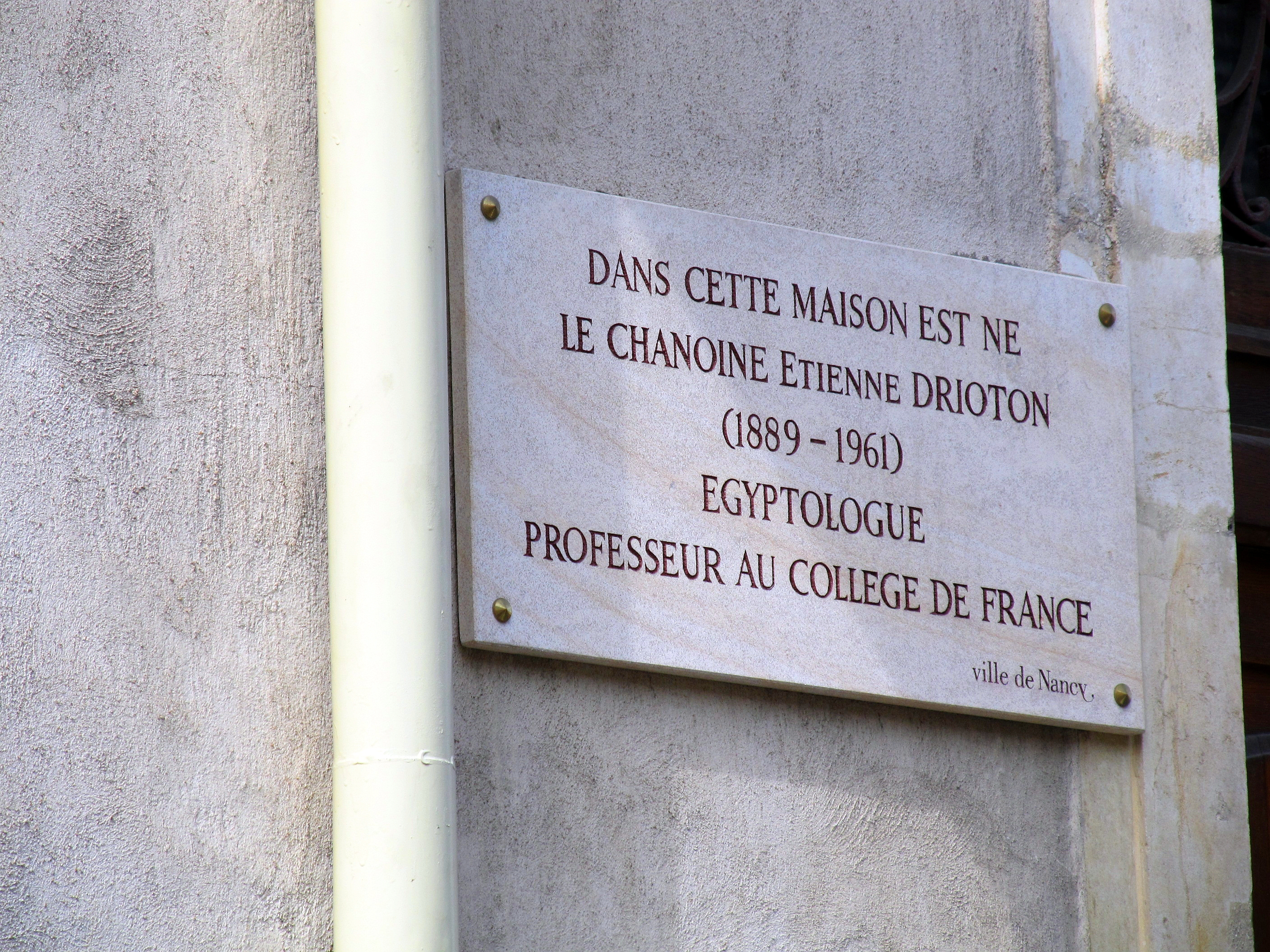
Erinnerungsplakette an seinem Geburtshaus, Nancy, Rue Stanislas 82

## Leben
Drioton machte 1905 sein Abitur (Baccalauréat) am Lycée Saint-Sigisbert mit dem Schwerpunkt altgriechische Literatur und Philosophie und trat in das Priesterseminar in Nancy ein, wo er 1912 zum Priester geweiht wurde. Danach studierte er in Rom an der Päpstlichen Universität des Heiligen Thomas von Aquin und an der Gregoriana. 1914 erhielt er dort sein Lizenziat in Bibelkunde und 1918 sein Diplom in Ägyptologie und Koptischer Sprache an der Ècole libre des langues orientales des Institut catholique de Paris. Er wurde dort 1919 Professor für ägyptische und koptische Philologie und arbeitete ab 1926 auch im Louvre mit Charles Boreux. 1929 war er für das Institut français d’archéologie orientale an den Ausgrabungen in Al-Madamud von Georges Foucart (1865–1943) beteiligt (Bearbeitung der Inschriften). 1936 wurde er von der ägyptischen Regierung zum Generaldirektor der ägyptischen Altertümer als Nachfolger von Pierre Lacau ernannt. Das blieb er bis 1952 und er war in dieser Zeit auch Professor für Ägyptologie an der Universität Kairo. 1952 wurde er Leiter der ägyptischen Abteilung am Louvre und Direktor am CNRS. 1957 wurde er Professor am Collège de France.
Er war einer der bekanntesten Ägyptologen seiner Zeit. Zu seinen Entdeckungen zählte unter anderem der Nachweis von Theaterspiel im Alten Ägypten, meist die dramatische Umsetzung mythologischer Texte durch Priester, die in Tempeln an Festtagen stattfanden und von Gesang und Tanz begleitet waren. Ein eigenständiger Theaterbau ließ sich aber nicht finden und auch die Annahme Driotons, dass es eigenständige Theatertruppen gab, die umherzogen, gilt heute als nicht sicher belegt. Er befasste sich auch mit verschlüsselten (kryptographischen) Hieroglyphentexten. Neben Ägyptologie befasste er sich auch mit koptischen Studien.
Als 1945 die Nag-Hammadi-Schriften gefunden wurden, war es nicht zuletzt seinem schnellen und entschlossenen Handeln zu verdanken, dass der Großteil vom Ägyptischen Staat gesichert werden konnte. Er handelte 1949 den Ankauf des im Besitz der Tochter des Numismatikers Giovanni Dattari befindlichen Großteils der Schriften aus.
Seine Bibliothek kam 1961 an die Universitätsbibliothek Straßburg. 2007 wurde an seinem Geburtshaus in Nancy eine Plakette angebracht.
Er war Ritter der Ehrenlegion, Kommandeur des Ordre des Arts et des Lettres, erhielt den iranischen Kronenorden und den Orden der Eichenkrone in Ägypten. Seit 1949 war er korrespondierendes Mitglied der Bayerischen Akademie der Wissenschaften und seit Dezember 1954 assoziiertes Mitglied der Académie royale des Sciences, des Lettres et des Beaux-Arts de Belgique.

## Schriften
- mit Henri Sottas Introduction à l’étude des hiéroglyphes, Librairie orientaliste Paul Geuthner, 1922
- Cours de grammaire égyptienne, Paris 1919
- mit Jacques Vandier: Les Peuples de l’Orient Méditerranéen: l’Égypte, Paris, 1938
- mit Jacques Vandier: L’Égypte – Des origines à la conquête d’Alexandre, P.U.F., 1938
- Le Musée Égyptien. Souvenir de la visite de Son Altesse Impériale le Prince Héritier d’Iran, Service des Antiquités de l’Égypte, Kairo, 1939.
- Visite à Thèbes. Souvenir de la visite de Son Altesse Impériale le Prince Héritier d’Iran, Service des Antiquités de l’Égypte, Kairo, 1939, 1951.
- mit Jean-Philippe Lauer, “The monuments of Zoser: Sakkarah,”  Imprimerie de l’Institut Français d’Archéologie Orientale, Kairo, 1939.
- Croyances et coutumes funéraires de l’ancienne Égypte, Kairo, 1943.
- Les fêtes égyptiennes, Éditions de la Revue du Caire, Kairo, 1944.
- Le jugement des âmes dans l’ancienne Égypte, Édition de la Revue du Caire, Kairo, 1949.
- Egyptian Art, Golden Griffin Books, 1951.
- L’Égypte, Les peuples de l’Orient méditerranéen II, Presses Universitaires de France, 1952.
- L’Égypte pharaonique, 1959
- mit Pierre du Bourguet Les Pharaons à la conquête de l’art, Paris: Desclée de Brouwer, 1965